# Toritunjärvi
Toritunjärvi är en sjö i Finland. Den ligger i kommunen Tammerfors i landskapet Birkaland, i den södra delen av landet, 160 km norr om huvudstaden Helsingfors. Toritunjärvi ligger 114 meter över havet. Den ligger vid sjön Alasjärvi. I omgivningarna runt Toritunjärvi växer i huvudsak barrskog. Arean är 1,8 hektar och strandlinjen är 0,64 kilometer lång. Sjön  ingår i Kumo älvs huvudavrinningsområde. 